# Teodora Rauliana
Teodora Paleologa Cantacuzena Rauliana (in greco Θεοδώρα Κομνηνή Καντακουζηνή Παλαιολογίνα Ραούλαινα?; Nicea, 1240 circa – Costantinopoli, 6 dicembre 1300) era una nobile bizantina, nipote dell'imperatore Michele VIII Paleologo (r. 1259-1282).
Rimasta vedova due volte, si scontrò con lo zio per la sua politica religiosa unionista e si fece monaca. Restaurò anche il monastero di Sant'Andrea a Krisei, dove trasferì le reliquie del patriarca Arsenio Autoreiano. Molto istruita, alla fine del XIII secolo era un membro di spicco dei circoli letterari della capitale.

## Biografia
Teodora nacque intorno al 1240 nell'Impero di Nicea, terza figlia di Giovanni Cantacuzeno Comneno Angelo e Irene Comneno Paleologa. Suo padre era pinkernēs e poi dux del thema Thrakesion, mentre sua madre era la seconda figlia del grande domestico Andronico Paleologo e quindi la sorella del futuro imperatore Michele VIII Paleologo (r. 1259-1282). Dopo la morte del marito (avvenuta qualche tempo prima del 1257), si fece monaca con il nome di Eulogia. Teodora aveva altre tre sorelle, Anna, Maria ed Eugenia. Anna sposò il despota d'Epiro, Niceforo I Comneno Ducas (1267/1268 - 1297 circa), e divenne reggente dopo la sua morte. Maria sposò lo zar Costantino Tikh di Bulgaria (1257-1277), mentre Eugenia sposò il grande domestico cumano Sirgianni e fu la madre di Sirgianni Paleologo.
Nel 1256, Teodora sposò Giorgio Muzalon in un matrimonio combinato dall'imperatore Teodoro II Lascaris (1254-1258). Muzalon era di umili origini, ma era salito all'alta carica di protovestiario grazie al favore dell'imperatore bizantino, di cui era amico d'infanzia. Il matrimonio, e altri simili per gli altri "Homo novus" dell'imperatore, fu concepito da Teodoro come un mezzo per elevare lo status dei suoi protetti di bassa estrazione. Tuttavia, queste unioni e la coerente politica anti-aristocratica di Teodoro si guadagnarono l'ostilità delle storiche famiglie nobili. Alla morte di Teodoro, nell'agosto 1258, Muzalon divenne reggente per l'Impero e per il giovane Giovanni IV Lascaris (1258-1261), ma fu assassinato dai soldati insieme ad altri membri della famiglia in un colpo di stato, organizzato dagli aristocratici, solo pochi giorni dopo durante una cerimonia commemorativa per l'imperatore defunto. Il promotore della cospirazione degli aristocratici fu Michele Paleologo, zio di Teodora, che succedette rapidamente a Muzalon come reggente e fu incoronato co-imperatore all'inizio del 1259. Durante il colpo di Stato, Teodora reagì da sola all'uccisione, andando dallo zio e chiedendo che il marito fosse risparmiato. Michele la rimproverò e le disse di tacere per non condividere anche lei la sua sorte.
Nel 1261, dopo la riconquista di Costantinopoli da parte di Michele VIII e la sua incoronazione a unico imperatore del restaurato Impero Bizantino, Teodora si risposò con il neo promosso protovestiario Giovanni Raulo Petralife, esponente della nobile famiglia dei Rauli e alto ufficiale militare. Prima della sua morte, avvenuta intorno al 1274, diede alla luce due figlie, Irene e Anna.

### Scontro con Michele VIII
Seguendo la prassi abituale per le donne nobili dell'epoca, alla morte del secondo marito Teodora si ritirò in un monastero. Fu in questo periodo, tuttavia, che salì alla ribalta pubblica grazie alla questione che divideva la società bizantina: la questione dell'unione con la Chiesa romana.
Fin dalla ripresa di Costantinopoli, la posizione di Michele VIII era precaria: la minaccia di un nuovo tentativo latino per riprendere la città era sempre presente, e si intensificò con l'ascesa dell'ambizioso Carlo d'Angiò al dominio dell'Italia meridionale e la sua intenzione di restaurare l'Impero latino sotto la sua egida. L'unica potenza che poteva scongiurare un simile attacco era il Papato, e così Michele si impegnò in negoziati per l'Unione delle Chiese, che alla fine diedero i loro frutti nel 1274, al Secondo Concilio di Lione. L'Unione, tuttavia, e le concessioni che essa comportò al Papato in materia di dottrina, furono profondamente impopolari tra i Bizantini stessi e aggravarono i rapporti già tesi di Michele con il clero ortodosso a causa della sua destituzione del patriarca Arsenio Autoreiano, che aveva scomunicato l'imperatore per aver usurpato il trono a Giovanni IV Lascaris.
L'opposizione all'Unione emerse anche all'interno della stessa famiglia di Michele: tra i dissidenti più fanatici c'era la madre di Teodora, Irene, un tempo sorella preferita di Michele. Teodora sostenne strenuamente la madre, insieme a Manuele e Isacco Raulo, fratelli del defunto marito Giovanni. A causa delle loro attività anti unioniste, madre e figlia furono esiliate nella fortezza di San Giorgio, sulla costa del Mar Nero. Irene, tuttavia, riuscì a fuggire dalla sua prigionia per recarsi alla corte di sua figlia Maria in Bulgaria, da dove progettò persino una coalizione militare con i Mamelucchi per rovesciare suo fratello.

### Attività contro Andronico II
L'esilio di Teodora durò fino alla morte di Michele nel 1282. Suo figlio e successore, Andronico II Paleologo (r. 1282-1328), rovesciò le politiche religiose del padre riguardo all'Unione. Rimaneva il problema degli arseniti, i sostenitori del deposto patriarca Arsenio, che si rifiutavano di riconoscere i suoi successori. Andronico II cercò di mediare e convocò un Concilio ecclesiastico ad Adramittio nel 1284. Sia Teodora che sua madre Irene vi parteciparono, ma non riuscirono ad alleviare lo scisma. Teodora stessa era un'arsenita, ma più moderata della madre. Infatti, strinse un legame stretto con il nuovo patriarca, Gregorio II, di cui ammirava le capacità di studioso e che sarebbe diventato il suo padre spirituale.
Dopo il Concilio, Teodora e la sorella Anna tornarono a Costantinopoli, mentre la madre rimase ad Adramittio, dove morì più tardi nello stesso anno. Più o meno nello stesso periodo, Teodora ristrutturò il monastero di Sant'Andrea a Krisei a Costantinopoli e lo trasformò in un convento. Lì trasferì le reliquie del patriarca Arsenio (morto nel 1273) dalla Basilica di Santa Sofia e trascorse il resto della sua vita dedicandosi ai suoi doveri monastici e agli studi. Nel 1289, quando il suo amico, il patriarca Gregorio II, si dimise, gli diede rifugio nella cosiddetta dimora aristina, che si trovava accanto al monastero di Sant'Andrea.
L'ultima azione pubblica di Teodora risale al 1295. Grazie ai suoi successi contro i Turchi e alla disaffezione degli abitanti dell'Asia Minore nei confronti dei Paleologhi, il generale Alessio Filantropeno si era dichiarato imperatore. Teodora fu inviata dall'imperatore Andronico II, insieme al cognato Isacco Raulo, anch'egli coinvolto in una congiura fallita e accecato, per trattare con lui e convincerlo ad arrendersi. La sua ambasciata fallì e Filantropeno fu poco dopo tradito e accecato. Non si sa altro della sua vita fino alla sua morte, avvenuta il 6 dicembre 1300.